# Niagara Movement

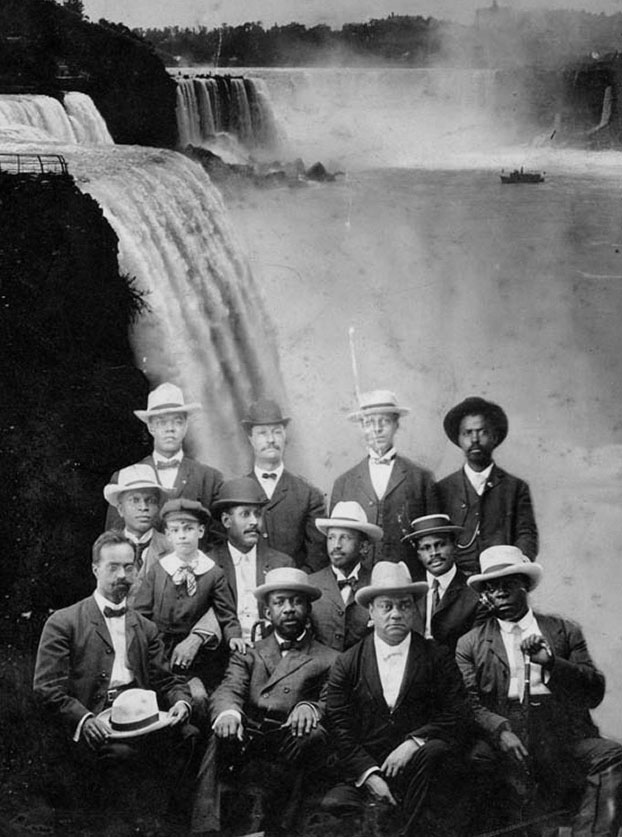
Fundadores do Niagara Movement em 1905

O Niagara Movement (Movimento Niagara) foi uma organização de direitos políticos dos negros fundado em 1905 por um grupo liderado por W. E. B. Du Bois e William Monroe Trotter.
Foi nomeado em homenagem a Niagara Falls (próximo a Fort Erie) pelo fato de lá ter sido o local do primeiro encontro do grupo.
O Movimiento do Niágara publicou sua declaração de princípios em 1905. O documento foi escrito em grande parte por Du Bois.